# Шокрон, Рубен
Рубен Шокрон (исп. Rubén Shocrón, 20 февраля 1921, Буэнос-Айрес — 8 марта 2013, Лайма, Пенсильвания) — аргентинский и американский шахматист, национальный мастер.
В 1952 г. выиграл круговой турнир чемпионата Аргентины, однако в начале следующего года проиграл матч на звание чемпиона М. Найдорфу (½ : 4½).
В составе сборной Аргентины участвовал в радиоматче со сборной Испании (1948 г.).
Участвовал в ряде крупных турниров, проходивших на территории Южной Америки.
В 1954 г. представлял Аргентину в зональном турнире.
В начале 1970-х гг. вместе с дочерью и зятем переехал в США. Становился чемпионом штатов Пенсильвания, Джорджия и Нью-Мексико.
|   | a | b | c | d | e | f | g | h |   |
| - | --- | --- | --- | --- | --- | --- | --- | --- | - |
| 8 | b8 чёрная ладья · d8 чёрный ферзь · g8 чёрный король · e7 чёрный слон · f7 чёрная пешка · h7 чёрная пешка · c6 белая ладья · e6 чёрный конь · g6 чёрная пешка · e5 чёрная пешка · g5 белая пешка · a4 белый слон · c4 чёрная пешка · e4 белая пешка · g4 белый ферзь · c3 белая пешка · e3 белый слон · g3 белая пешка · f2 белая пешка · g2 белый король | b8 чёрная ладья · d8 чёрный ферзь · g8 чёрный король · e7 чёрный слон · f7 чёрная пешка · h7 чёрная пешка · c6 белая ладья · e6 чёрный конь · g6 чёрная пешка · e5 чёрная пешка · g5 белая пешка · a4 белый слон · c4 чёрная пешка · e4 белая пешка · g4 белый ферзь · c3 белая пешка · e3 белый слон · g3 белая пешка · f2 белая пешка · g2 белый король | b8 чёрная ладья · d8 чёрный ферзь · g8 чёрный король · e7 чёрный слон · f7 чёрная пешка · h7 чёрная пешка · c6 белая ладья · e6 чёрный конь · g6 чёрная пешка · e5 чёрная пешка · g5 белая пешка · a4 белый слон · c4 чёрная пешка · e4 белая пешка · g4 белый ферзь · c3 белая пешка · e3 белый слон · g3 белая пешка · f2 белая пешка · g2 белый король | b8 чёрная ладья · d8 чёрный ферзь · g8 чёрный король · e7 чёрный слон · f7 чёрная пешка · h7 чёрная пешка · c6 белая ладья · e6 чёрный конь · g6 чёрная пешка · e5 чёрная пешка · g5 белая пешка · a4 белый слон · c4 чёрная пешка · e4 белая пешка · g4 белый ферзь · c3 белая пешка · e3 белый слон · g3 белая пешка · f2 белая пешка · g2 белый король | b8 чёрная ладья · d8 чёрный ферзь · g8 чёрный король · e7 чёрный слон · f7 чёрная пешка · h7 чёрная пешка · c6 белая ладья · e6 чёрный конь · g6 чёрная пешка · e5 чёрная пешка · g5 белая пешка · a4 белый слон · c4 чёрная пешка · e4 белая пешка · g4 белый ферзь · c3 белая пешка · e3 белый слон · g3 белая пешка · f2 белая пешка · g2 белый король | b8 чёрная ладья · d8 чёрный ферзь · g8 чёрный король · e7 чёрный слон · f7 чёрная пешка · h7 чёрная пешка · c6 белая ладья · e6 чёрный конь · g6 чёрная пешка · e5 чёрная пешка · g5 белая пешка · a4 белый слон · c4 чёрная пешка · e4 белая пешка · g4 белый ферзь · c3 белая пешка · e3 белый слон · g3 белая пешка · f2 белая пешка · g2 белый король | b8 чёрная ладья · d8 чёрный ферзь · g8 чёрный король · e7 чёрный слон · f7 чёрная пешка · h7 чёрная пешка · c6 белая ладья · e6 чёрный конь · g6 чёрная пешка · e5 чёрная пешка · g5 белая пешка · a4 белый слон · c4 чёрная пешка · e4 белая пешка · g4 белый ферзь · c3 белая пешка · e3 белый слон · g3 белая пешка · f2 белая пешка · g2 белый король | b8 чёрная ладья · d8 чёрный ферзь · g8 чёрный король · e7 чёрный слон · f7 чёрная пешка · h7 чёрная пешка · c6 белая ладья · e6 чёрный конь · g6 чёрная пешка · e5 чёрная пешка · g5 белая пешка · a4 белый слон · c4 чёрная пешка · e4 белая пешка · g4 белый ферзь · c3 белая пешка · e3 белый слон · g3 белая пешка · f2 белая пешка · g2 белый король | 8 |
| 7 | b8 чёрная ладья · d8 чёрный ферзь · g8 чёрный король · e7 чёрный слон · f7 чёрная пешка · h7 чёрная пешка · c6 белая ладья · e6 чёрный конь · g6 чёрная пешка · e5 чёрная пешка · g5 белая пешка · a4 белый слон · c4 чёрная пешка · e4 белая пешка · g4 белый ферзь · c3 белая пешка · e3 белый слон · g3 белая пешка · f2 белая пешка · g2 белый король | b8 чёрная ладья · d8 чёрный ферзь · g8 чёрный король · e7 чёрный слон · f7 чёрная пешка · h7 чёрная пешка · c6 белая ладья · e6 чёрный конь · g6 чёрная пешка · e5 чёрная пешка · g5 белая пешка · a4 белый слон · c4 чёрная пешка · e4 белая пешка · g4 белый ферзь · c3 белая пешка · e3 белый слон · g3 белая пешка · f2 белая пешка · g2 белый король | b8 чёрная ладья · d8 чёрный ферзь · g8 чёрный король · e7 чёрный слон · f7 чёрная пешка · h7 чёрная пешка · c6 белая ладья · e6 чёрный конь · g6 чёрная пешка · e5 чёрная пешка · g5 белая пешка · a4 белый слон · c4 чёрная пешка · e4 белая пешка · g4 белый ферзь · c3 белая пешка · e3 белый слон · g3 белая пешка · f2 белая пешка · g2 белый король | b8 чёрная ладья · d8 чёрный ферзь · g8 чёрный король · e7 чёрный слон · f7 чёрная пешка · h7 чёрная пешка · c6 белая ладья · e6 чёрный конь · g6 чёрная пешка · e5 чёрная пешка · g5 белая пешка · a4 белый слон · c4 чёрная пешка · e4 белая пешка · g4 белый ферзь · c3 белая пешка · e3 белый слон · g3 белая пешка · f2 белая пешка · g2 белый король | b8 чёрная ладья · d8 чёрный ферзь · g8 чёрный король · e7 чёрный слон · f7 чёрная пешка · h7 чёрная пешка · c6 белая ладья · e6 чёрный конь · g6 чёрная пешка · e5 чёрная пешка · g5 белая пешка · a4 белый слон · c4 чёрная пешка · e4 белая пешка · g4 белый ферзь · c3 белая пешка · e3 белый слон · g3 белая пешка · f2 белая пешка · g2 белый король | b8 чёрная ладья · d8 чёрный ферзь · g8 чёрный король · e7 чёрный слон · f7 чёрная пешка · h7 чёрная пешка · c6 белая ладья · e6 чёрный конь · g6 чёрная пешка · e5 чёрная пешка · g5 белая пешка · a4 белый слон · c4 чёрная пешка · e4 белая пешка · g4 белый ферзь · c3 белая пешка · e3 белый слон · g3 белая пешка · f2 белая пешка · g2 белый король | b8 чёрная ладья · d8 чёрный ферзь · g8 чёрный король · e7 чёрный слон · f7 чёрная пешка · h7 чёрная пешка · c6 белая ладья · e6 чёрный конь · g6 чёрная пешка · e5 чёрная пешка · g5 белая пешка · a4 белый слон · c4 чёрная пешка · e4 белая пешка · g4 белый ферзь · c3 белая пешка · e3 белый слон · g3 белая пешка · f2 белая пешка · g2 белый король | b8 чёрная ладья · d8 чёрный ферзь · g8 чёрный король · e7 чёрный слон · f7 чёрная пешка · h7 чёрная пешка · c6 белая ладья · e6 чёрный конь · g6 чёрная пешка · e5 чёрная пешка · g5 белая пешка · a4 белый слон · c4 чёрная пешка · e4 белая пешка · g4 белый ферзь · c3 белая пешка · e3 белый слон · g3 белая пешка · f2 белая пешка · g2 белый король | 7 |
| 6 | b8 чёрная ладья · d8 чёрный ферзь · g8 чёрный король · e7 чёрный слон · f7 чёрная пешка · h7 чёрная пешка · c6 белая ладья · e6 чёрный конь · g6 чёрная пешка · e5 чёрная пешка · g5 белая пешка · a4 белый слон · c4 чёрная пешка · e4 белая пешка · g4 белый ферзь · c3 белая пешка · e3 белый слон · g3 белая пешка · f2 белая пешка · g2 белый король | b8 чёрная ладья · d8 чёрный ферзь · g8 чёрный король · e7 чёрный слон · f7 чёрная пешка · h7 чёрная пешка · c6 белая ладья · e6 чёрный конь · g6 чёрная пешка · e5 чёрная пешка · g5 белая пешка · a4 белый слон · c4 чёрная пешка · e4 белая пешка · g4 белый ферзь · c3 белая пешка · e3 белый слон · g3 белая пешка · f2 белая пешка · g2 белый король | b8 чёрная ладья · d8 чёрный ферзь · g8 чёрный король · e7 чёрный слон · f7 чёрная пешка · h7 чёрная пешка · c6 белая ладья · e6 чёрный конь · g6 чёрная пешка · e5 чёрная пешка · g5 белая пешка · a4 белый слон · c4 чёрная пешка · e4 белая пешка · g4 белый ферзь · c3 белая пешка · e3 белый слон · g3 белая пешка · f2 белая пешка · g2 белый король | b8 чёрная ладья · d8 чёрный ферзь · g8 чёрный король · e7 чёрный слон · f7 чёрная пешка · h7 чёрная пешка · c6 белая ладья · e6 чёрный конь · g6 чёрная пешка · e5 чёрная пешка · g5 белая пешка · a4 белый слон · c4 чёрная пешка · e4 белая пешка · g4 белый ферзь · c3 белая пешка · e3 белый слон · g3 белая пешка · f2 белая пешка · g2 белый король | b8 чёрная ладья · d8 чёрный ферзь · g8 чёрный король · e7 чёрный слон · f7 чёрная пешка · h7 чёрная пешка · c6 белая ладья · e6 чёрный конь · g6 чёрная пешка · e5 чёрная пешка · g5 белая пешка · a4 белый слон · c4 чёрная пешка · e4 белая пешка · g4 белый ферзь · c3 белая пешка · e3 белый слон · g3 белая пешка · f2 белая пешка · g2 белый король | b8 чёрная ладья · d8 чёрный ферзь · g8 чёрный король · e7 чёрный слон · f7 чёрная пешка · h7 чёрная пешка · c6 белая ладья · e6 чёрный конь · g6 чёрная пешка · e5 чёрная пешка · g5 белая пешка · a4 белый слон · c4 чёрная пешка · e4 белая пешка · g4 белый ферзь · c3 белая пешка · e3 белый слон · g3 белая пешка · f2 белая пешка · g2 белый король | b8 чёрная ладья · d8 чёрный ферзь · g8 чёрный король · e7 чёрный слон · f7 чёрная пешка · h7 чёрная пешка · c6 белая ладья · e6 чёрный конь · g6 чёрная пешка · e5 чёрная пешка · g5 белая пешка · a4 белый слон · c4 чёрная пешка · e4 белая пешка · g4 белый ферзь · c3 белая пешка · e3 белый слон · g3 белая пешка · f2 белая пешка · g2 белый король | b8 чёрная ладья · d8 чёрный ферзь · g8 чёрный король · e7 чёрный слон · f7 чёрная пешка · h7 чёрная пешка · c6 белая ладья · e6 чёрный конь · g6 чёрная пешка · e5 чёрная пешка · g5 белая пешка · a4 белый слон · c4 чёрная пешка · e4 белая пешка · g4 белый ферзь · c3 белая пешка · e3 белый слон · g3 белая пешка · f2 белая пешка · g2 белый король | 6 |
| 5 | b8 чёрная ладья · d8 чёрный ферзь · g8 чёрный король · e7 чёрный слон · f7 чёрная пешка · h7 чёрная пешка · c6 белая ладья · e6 чёрный конь · g6 чёрная пешка · e5 чёрная пешка · g5 белая пешка · a4 белый слон · c4 чёрная пешка · e4 белая пешка · g4 белый ферзь · c3 белая пешка · e3 белый слон · g3 белая пешка · f2 белая пешка · g2 белый король | b8 чёрная ладья · d8 чёрный ферзь · g8 чёрный король · e7 чёрный слон · f7 чёрная пешка · h7 чёрная пешка · c6 белая ладья · e6 чёрный конь · g6 чёрная пешка · e5 чёрная пешка · g5 белая пешка · a4 белый слон · c4 чёрная пешка · e4 белая пешка · g4 белый ферзь · c3 белая пешка · e3 белый слон · g3 белая пешка · f2 белая пешка · g2 белый король | b8 чёрная ладья · d8 чёрный ферзь · g8 чёрный король · e7 чёрный слон · f7 чёрная пешка · h7 чёрная пешка · c6 белая ладья · e6 чёрный конь · g6 чёрная пешка · e5 чёрная пешка · g5 белая пешка · a4 белый слон · c4 чёрная пешка · e4 белая пешка · g4 белый ферзь · c3 белая пешка · e3 белый слон · g3 белая пешка · f2 белая пешка · g2 белый король | b8 чёрная ладья · d8 чёрный ферзь · g8 чёрный король · e7 чёрный слон · f7 чёрная пешка · h7 чёрная пешка · c6 белая ладья · e6 чёрный конь · g6 чёрная пешка · e5 чёрная пешка · g5 белая пешка · a4 белый слон · c4 чёрная пешка · e4 белая пешка · g4 белый ферзь · c3 белая пешка · e3 белый слон · g3 белая пешка · f2 белая пешка · g2 белый король | b8 чёрная ладья · d8 чёрный ферзь · g8 чёрный король · e7 чёрный слон · f7 чёрная пешка · h7 чёрная пешка · c6 белая ладья · e6 чёрный конь · g6 чёрная пешка · e5 чёрная пешка · g5 белая пешка · a4 белый слон · c4 чёрная пешка · e4 белая пешка · g4 белый ферзь · c3 белая пешка · e3 белый слон · g3 белая пешка · f2 белая пешка · g2 белый король | b8 чёрная ладья · d8 чёрный ферзь · g8 чёрный король · e7 чёрный слон · f7 чёрная пешка · h7 чёрная пешка · c6 белая ладья · e6 чёрный конь · g6 чёрная пешка · e5 чёрная пешка · g5 белая пешка · a4 белый слон · c4 чёрная пешка · e4 белая пешка · g4 белый ферзь · c3 белая пешка · e3 белый слон · g3 белая пешка · f2 белая пешка · g2 белый король | b8 чёрная ладья · d8 чёрный ферзь · g8 чёрный король · e7 чёрный слон · f7 чёрная пешка · h7 чёрная пешка · c6 белая ладья · e6 чёрный конь · g6 чёрная пешка · e5 чёрная пешка · g5 белая пешка · a4 белый слон · c4 чёрная пешка · e4 белая пешка · g4 белый ферзь · c3 белая пешка · e3 белый слон · g3 белая пешка · f2 белая пешка · g2 белый король | b8 чёрная ладья · d8 чёрный ферзь · g8 чёрный король · e7 чёрный слон · f7 чёрная пешка · h7 чёрная пешка · c6 белая ладья · e6 чёрный конь · g6 чёрная пешка · e5 чёрная пешка · g5 белая пешка · a4 белый слон · c4 чёрная пешка · e4 белая пешка · g4 белый ферзь · c3 белая пешка · e3 белый слон · g3 белая пешка · f2 белая пешка · g2 белый король | 5 |
| 4 | b8 чёрная ладья · d8 чёрный ферзь · g8 чёрный король · e7 чёрный слон · f7 чёрная пешка · h7 чёрная пешка · c6 белая ладья · e6 чёрный конь · g6 чёрная пешка · e5 чёрная пешка · g5 белая пешка · a4 белый слон · c4 чёрная пешка · e4 белая пешка · g4 белый ферзь · c3 белая пешка · e3 белый слон · g3 белая пешка · f2 белая пешка · g2 белый король | b8 чёрная ладья · d8 чёрный ферзь · g8 чёрный король · e7 чёрный слон · f7 чёрная пешка · h7 чёрная пешка · c6 белая ладья · e6 чёрный конь · g6 чёрная пешка · e5 чёрная пешка · g5 белая пешка · a4 белый слон · c4 чёрная пешка · e4 белая пешка · g4 белый ферзь · c3 белая пешка · e3 белый слон · g3 белая пешка · f2 белая пешка · g2 белый король | b8 чёрная ладья · d8 чёрный ферзь · g8 чёрный король · e7 чёрный слон · f7 чёрная пешка · h7 чёрная пешка · c6 белая ладья · e6 чёрный конь · g6 чёрная пешка · e5 чёрная пешка · g5 белая пешка · a4 белый слон · c4 чёрная пешка · e4 белая пешка · g4 белый ферзь · c3 белая пешка · e3 белый слон · g3 белая пешка · f2 белая пешка · g2 белый король | b8 чёрная ладья · d8 чёрный ферзь · g8 чёрный король · e7 чёрный слон · f7 чёрная пешка · h7 чёрная пешка · c6 белая ладья · e6 чёрный конь · g6 чёрная пешка · e5 чёрная пешка · g5 белая пешка · a4 белый слон · c4 чёрная пешка · e4 белая пешка · g4 белый ферзь · c3 белая пешка · e3 белый слон · g3 белая пешка · f2 белая пешка · g2 белый король | b8 чёрная ладья · d8 чёрный ферзь · g8 чёрный король · e7 чёрный слон · f7 чёрная пешка · h7 чёрная пешка · c6 белая ладья · e6 чёрный конь · g6 чёрная пешка · e5 чёрная пешка · g5 белая пешка · a4 белый слон · c4 чёрная пешка · e4 белая пешка · g4 белый ферзь · c3 белая пешка · e3 белый слон · g3 белая пешка · f2 белая пешка · g2 белый король | b8 чёрная ладья · d8 чёрный ферзь · g8 чёрный король · e7 чёрный слон · f7 чёрная пешка · h7 чёрная пешка · c6 белая ладья · e6 чёрный конь · g6 чёрная пешка · e5 чёрная пешка · g5 белая пешка · a4 белый слон · c4 чёрная пешка · e4 белая пешка · g4 белый ферзь · c3 белая пешка · e3 белый слон · g3 белая пешка · f2 белая пешка · g2 белый король | b8 чёрная ладья · d8 чёрный ферзь · g8 чёрный король · e7 чёрный слон · f7 чёрная пешка · h7 чёрная пешка · c6 белая ладья · e6 чёрный конь · g6 чёрная пешка · e5 чёрная пешка · g5 белая пешка · a4 белый слон · c4 чёрная пешка · e4 белая пешка · g4 белый ферзь · c3 белая пешка · e3 белый слон · g3 белая пешка · f2 белая пешка · g2 белый король | b8 чёрная ладья · d8 чёрный ферзь · g8 чёрный король · e7 чёрный слон · f7 чёрная пешка · h7 чёрная пешка · c6 белая ладья · e6 чёрный конь · g6 чёрная пешка · e5 чёрная пешка · g5 белая пешка · a4 белый слон · c4 чёрная пешка · e4 белая пешка · g4 белый ферзь · c3 белая пешка · e3 белый слон · g3 белая пешка · f2 белая пешка · g2 белый король | 4 |
| 3 | b8 чёрная ладья · d8 чёрный ферзь · g8 чёрный король · e7 чёрный слон · f7 чёрная пешка · h7 чёрная пешка · c6 белая ладья · e6 чёрный конь · g6 чёрная пешка · e5 чёрная пешка · g5 белая пешка · a4 белый слон · c4 чёрная пешка · e4 белая пешка · g4 белый ферзь · c3 белая пешка · e3 белый слон · g3 белая пешка · f2 белая пешка · g2 белый король | b8 чёрная ладья · d8 чёрный ферзь · g8 чёрный король · e7 чёрный слон · f7 чёрная пешка · h7 чёрная пешка · c6 белая ладья · e6 чёрный конь · g6 чёрная пешка · e5 чёрная пешка · g5 белая пешка · a4 белый слон · c4 чёрная пешка · e4 белая пешка · g4 белый ферзь · c3 белая пешка · e3 белый слон · g3 белая пешка · f2 белая пешка · g2 белый король | b8 чёрная ладья · d8 чёрный ферзь · g8 чёрный король · e7 чёрный слон · f7 чёрная пешка · h7 чёрная пешка · c6 белая ладья · e6 чёрный конь · g6 чёрная пешка · e5 чёрная пешка · g5 белая пешка · a4 белый слон · c4 чёрная пешка · e4 белая пешка · g4 белый ферзь · c3 белая пешка · e3 белый слон · g3 белая пешка · f2 белая пешка · g2 белый король | b8 чёрная ладья · d8 чёрный ферзь · g8 чёрный король · e7 чёрный слон · f7 чёрная пешка · h7 чёрная пешка · c6 белая ладья · e6 чёрный конь · g6 чёрная пешка · e5 чёрная пешка · g5 белая пешка · a4 белый слон · c4 чёрная пешка · e4 белая пешка · g4 белый ферзь · c3 белая пешка · e3 белый слон · g3 белая пешка · f2 белая пешка · g2 белый король | b8 чёрная ладья · d8 чёрный ферзь · g8 чёрный король · e7 чёрный слон · f7 чёрная пешка · h7 чёрная пешка · c6 белая ладья · e6 чёрный конь · g6 чёрная пешка · e5 чёрная пешка · g5 белая пешка · a4 белый слон · c4 чёрная пешка · e4 белая пешка · g4 белый ферзь · c3 белая пешка · e3 белый слон · g3 белая пешка · f2 белая пешка · g2 белый король | b8 чёрная ладья · d8 чёрный ферзь · g8 чёрный король · e7 чёрный слон · f7 чёрная пешка · h7 чёрная пешка · c6 белая ладья · e6 чёрный конь · g6 чёрная пешка · e5 чёрная пешка · g5 белая пешка · a4 белый слон · c4 чёрная пешка · e4 белая пешка · g4 белый ферзь · c3 белая пешка · e3 белый слон · g3 белая пешка · f2 белая пешка · g2 белый король | b8 чёрная ладья · d8 чёрный ферзь · g8 чёрный король · e7 чёрный слон · f7 чёрная пешка · h7 чёрная пешка · c6 белая ладья · e6 чёрный конь · g6 чёрная пешка · e5 чёрная пешка · g5 белая пешка · a4 белый слон · c4 чёрная пешка · e4 белая пешка · g4 белый ферзь · c3 белая пешка · e3 белый слон · g3 белая пешка · f2 белая пешка · g2 белый король | b8 чёрная ладья · d8 чёрный ферзь · g8 чёрный король · e7 чёрный слон · f7 чёрная пешка · h7 чёрная пешка · c6 белая ладья · e6 чёрный конь · g6 чёрная пешка · e5 чёрная пешка · g5 белая пешка · a4 белый слон · c4 чёрная пешка · e4 белая пешка · g4 белый ферзь · c3 белая пешка · e3 белый слон · g3 белая пешка · f2 белая пешка · g2 белый король | 3 |
| 2 | b8 чёрная ладья · d8 чёрный ферзь · g8 чёрный король · e7 чёрный слон · f7 чёрная пешка · h7 чёрная пешка · c6 белая ладья · e6 чёрный конь · g6 чёрная пешка · e5 чёрная пешка · g5 белая пешка · a4 белый слон · c4 чёрная пешка · e4 белая пешка · g4 белый ферзь · c3 белая пешка · e3 белый слон · g3 белая пешка · f2 белая пешка · g2 белый король | b8 чёрная ладья · d8 чёрный ферзь · g8 чёрный король · e7 чёрный слон · f7 чёрная пешка · h7 чёрная пешка · c6 белая ладья · e6 чёрный конь · g6 чёрная пешка · e5 чёрная пешка · g5 белая пешка · a4 белый слон · c4 чёрная пешка · e4 белая пешка · g4 белый ферзь · c3 белая пешка · e3 белый слон · g3 белая пешка · f2 белая пешка · g2 белый король | b8 чёрная ладья · d8 чёрный ферзь · g8 чёрный король · e7 чёрный слон · f7 чёрная пешка · h7 чёрная пешка · c6 белая ладья · e6 чёрный конь · g6 чёрная пешка · e5 чёрная пешка · g5 белая пешка · a4 белый слон · c4 чёрная пешка · e4 белая пешка · g4 белый ферзь · c3 белая пешка · e3 белый слон · g3 белая пешка · f2 белая пешка · g2 белый король | b8 чёрная ладья · d8 чёрный ферзь · g8 чёрный король · e7 чёрный слон · f7 чёрная пешка · h7 чёрная пешка · c6 белая ладья · e6 чёрный конь · g6 чёрная пешка · e5 чёрная пешка · g5 белая пешка · a4 белый слон · c4 чёрная пешка · e4 белая пешка · g4 белый ферзь · c3 белая пешка · e3 белый слон · g3 белая пешка · f2 белая пешка · g2 белый король | b8 чёрная ладья · d8 чёрный ферзь · g8 чёрный король · e7 чёрный слон · f7 чёрная пешка · h7 чёрная пешка · c6 белая ладья · e6 чёрный конь · g6 чёрная пешка · e5 чёрная пешка · g5 белая пешка · a4 белый слон · c4 чёрная пешка · e4 белая пешка · g4 белый ферзь · c3 белая пешка · e3 белый слон · g3 белая пешка · f2 белая пешка · g2 белый король | b8 чёрная ладья · d8 чёрный ферзь · g8 чёрный король · e7 чёрный слон · f7 чёрная пешка · h7 чёрная пешка · c6 белая ладья · e6 чёрный конь · g6 чёрная пешка · e5 чёрная пешка · g5 белая пешка · a4 белый слон · c4 чёрная пешка · e4 белая пешка · g4 белый ферзь · c3 белая пешка · e3 белый слон · g3 белая пешка · f2 белая пешка · g2 белый король | b8 чёрная ладья · d8 чёрный ферзь · g8 чёрный король · e7 чёрный слон · f7 чёрная пешка · h7 чёрная пешка · c6 белая ладья · e6 чёрный конь · g6 чёрная пешка · e5 чёрная пешка · g5 белая пешка · a4 белый слон · c4 чёрная пешка · e4 белая пешка · g4 белый ферзь · c3 белая пешка · e3 белый слон · g3 белая пешка · f2 белая пешка · g2 белый король | b8 чёрная ладья · d8 чёрный ферзь · g8 чёрный король · e7 чёрный слон · f7 чёрная пешка · h7 чёрная пешка · c6 белая ладья · e6 чёрный конь · g6 чёрная пешка · e5 чёрная пешка · g5 белая пешка · a4 белый слон · c4 чёрная пешка · e4 белая пешка · g4 белый ферзь · c3 белая пешка · e3 белый слон · g3 белая пешка · f2 белая пешка · g2 белый король | 2 |
| 1 | b8 чёрная ладья · d8 чёрный ферзь · g8 чёрный король · e7 чёрный слон · f7 чёрная пешка · h7 чёрная пешка · c6 белая ладья · e6 чёрный конь · g6 чёрная пешка · e5 чёрная пешка · g5 белая пешка · a4 белый слон · c4 чёрная пешка · e4 белая пешка · g4 белый ферзь · c3 белая пешка · e3 белый слон · g3 белая пешка · f2 белая пешка · g2 белый король | b8 чёрная ладья · d8 чёрный ферзь · g8 чёрный король · e7 чёрный слон · f7 чёрная пешка · h7 чёрная пешка · c6 белая ладья · e6 чёрный конь · g6 чёрная пешка · e5 чёрная пешка · g5 белая пешка · a4 белый слон · c4 чёрная пешка · e4 белая пешка · g4 белый ферзь · c3 белая пешка · e3 белый слон · g3 белая пешка · f2 белая пешка · g2 белый король | b8 чёрная ладья · d8 чёрный ферзь · g8 чёрный король · e7 чёрный слон · f7 чёрная пешка · h7 чёрная пешка · c6 белая ладья · e6 чёрный конь · g6 чёрная пешка · e5 чёрная пешка · g5 белая пешка · a4 белый слон · c4 чёрная пешка · e4 белая пешка · g4 белый ферзь · c3 белая пешка · e3 белый слон · g3 белая пешка · f2 белая пешка · g2 белый король | b8 чёрная ладья · d8 чёрный ферзь · g8 чёрный король · e7 чёрный слон · f7 чёрная пешка · h7 чёрная пешка · c6 белая ладья · e6 чёрный конь · g6 чёрная пешка · e5 чёрная пешка · g5 белая пешка · a4 белый слон · c4 чёрная пешка · e4 белая пешка · g4 белый ферзь · c3 белая пешка · e3 белый слон · g3 белая пешка · f2 белая пешка · g2 белый король | b8 чёрная ладья · d8 чёрный ферзь · g8 чёрный король · e7 чёрный слон · f7 чёрная пешка · h7 чёрная пешка · c6 белая ладья · e6 чёрный конь · g6 чёрная пешка · e5 чёрная пешка · g5 белая пешка · a4 белый слон · c4 чёрная пешка · e4 белая пешка · g4 белый ферзь · c3 белая пешка · e3 белый слон · g3 белая пешка · f2 белая пешка · g2 белый король | b8 чёрная ладья · d8 чёрный ферзь · g8 чёрный король · e7 чёрный слон · f7 чёрная пешка · h7 чёрная пешка · c6 белая ладья · e6 чёрный конь · g6 чёрная пешка · e5 чёрная пешка · g5 белая пешка · a4 белый слон · c4 чёрная пешка · e4 белая пешка · g4 белый ферзь · c3 белая пешка · e3 белый слон · g3 белая пешка · f2 белая пешка · g2 белый король | b8 чёрная ладья · d8 чёрный ферзь · g8 чёрный король · e7 чёрный слон · f7 чёрная пешка · h7 чёрная пешка · c6 белая ладья · e6 чёрный конь · g6 чёрная пешка · e5 чёрная пешка · g5 белая пешка · a4 белый слон · c4 чёрная пешка · e4 белая пешка · g4 белый ферзь · c3 белая пешка · e3 белый слон · g3 белая пешка · f2 белая пешка · g2 белый король | b8 чёрная ладья · d8 чёрный ферзь · g8 чёрный король · e7 чёрный слон · f7 чёрная пешка · h7 чёрная пешка · c6 белая ладья · e6 чёрный конь · g6 чёрная пешка · e5 чёрная пешка · g5 белая пешка · a4 белый слон · c4 чёрная пешка · e4 белая пешка · g4 белый ферзь · c3 белая пешка · e3 белый слон · g3 белая пешка · f2 белая пешка · g2 белый король | 1 |
|   | a | b | c | d | e | f | g | h |   |

Широкую известность получила партия, которую он проиграл будущему чемпиону мира Р. Фишеру на турнире в Мар-дель-Плате (1959 г.). Фишер нанес эффектный тактический удар (см. диаграмму): 38. Л:e6! Фc8 39. Сd7!!

## Спортивные результаты
| Год  | Город          | Соревнование                                          | + | − | = | Результат | Место |
| ---- | -------------- | ----------------------------------------------------- | - | - | - | --------- | ----- |
| 1948 | Буэнос-Айрес   | Чемпионат Аргентины                                   |   |   |   |           | [ 2 ] |
|      |                | Радиоматч Аргентина — Испания (против Х. М. Фуэнтеса) | 1 | 0 | 0 | 1 из 1    |       |
| 1952 | Буэнос-Айрес   | Чемпионат Аргентины                                   | 9 | 2 | 4 | 11 из 15  | 1     |
| 1953 | Буэнос-Айрес   | Матч с М. Найдорфом (на звание чемпиона Аргентины)    | 0 | 4 | 1 | ½ : 4½    |       |
|      | Мар-дель-Плата | Международный турнир                                  | 7 | 8 | 4 | 9 из 19   | 13    |
|      | Барилоче       | Международный турнир                                  |   |   |   | 5½ из 9   | 4     |
|      | Буэнос-Айрес   | Чемпионат Аргентины                                   |   |   |   |           | [ 6 ] |
| 1954 | Мар-дель-Плата | Зональный турнир                                      | 7 | 8 | 6 | 10 из 21  | 10    |
| 1955 | Буэнос-Айрес   | Чемпионат Аргентины                                   | 7 | 9 | 3 | 8½ из 19  | 11—12 |
| 1956 | Мар-дель-Плата | Международный турнир                                  | 7 | 5 | 4 | 9 из 16   | 7     |
| 1958 | Буэнос-Айрес   | Международный турнир                                  | 5 | 2 | 5 | 7½ из 12  | 4     |
|      | Буэнос-Айрес   | Чемпионат Аргентины                                   | 6 | 3 | 8 | 10 из 17  | 6     |
| 1959 | Мар-дель-Плата | Международный турнир                                  | 2 | 8 | 4 | 4 из 14   | 13—14 |